# سید نظم‌الحسن لووان
سید نظم‌الحسن لووان (بنگالی: সৈয়দ নাজমুল হাসান লোভন؛ زادهٔ ۲۰ سپتامبر ۱۹۵۸) بازیکن فوتبال اهل بنگلادش بود.
وی همچنین در تیم‌های ملی فوتبال زیر ۲۰ سال بنگلادش و بنگلادش بازی کرده است.